# Gaylord Oubrier
Gaylord Oubrier, né le 6 juin 1980 à Lyon, est un gymnaste aérobic français.
Il remporte la médaille de bronze en groupe aux Jeux mondiaux de 2005, la médaille d'argent en groupe aux Championnats du monde de gymnastique aérobic 2006, aux Championnats du monde de gymnastique aérobic 2008 et aux Championnats d'Europe de gymnastique aérobic 2009 et la médaille de bronze en groupe aux Championnats du monde de gymnastique aérobic 2010.